# Magyar Tollaslabda Szövetség
A Magyar Tollaslabda Szövetség (MTLSZ) Magyarországon működő, tollaslabdával foglalkozó sportszervezet, amely a sportágban sporttevékenységet folytató jogi és természetes személyek tevékenységét összehangoló, munkájukat segítő, a sportágat irányító országos szakszövetség.

## Vezetősége
- Elnök:  Kapitány Péter 2021.02.14-től
- Főtitkár: Joó Melinda
- Tiszteletbeli Elnök: Rázsó Pál
- Alelnök: Gazdag Ferenc
- Elnökségi tagok: Ágai-Kis András, Nagy-Szabó Levente, Varga Imre, Gazdag Ferenc, Kapitány Péter, Petrovits Gábor, Váczi Vivien, Nagy Krisztián, Kocsis Viktor
- Felügyelő Bizottság tagjai: dr. Balogh Ádám elnök, Gónusz Andrea és Hausz Gyula tagok
- Fegyelmi Bizottság tagjai: dr. Könczöl László elnök, Ádám Krisztina és Jakab János tagok
- Játékvezetői Bizottság: Varga Miklós és Tóth Richárd
- Szövetségi Kapitány: Gregor McVean

A szövetség által rendezett versenyek
- Felnőtt Magyar Nemzetközi Tollaslabda Bajnokság
- Ifjúsági (U19) Magyar Nemzetközi Tollaslabda Bajnokság
- Országos Bajnokságok: Újonc (U13), Gyermek (U15), Serdülő (U17), Ifjúsági (U19), Felnőtt, Szenior
- Csapatbajnokságok: Felnőtt (négy osztályban), és Utánpótlás (U15 és U19)

## Az MTLSZ örökös bajnokai
- Fórián Csilla
- Cserni Éva
- Cserni János
- Vörös György
- Bánhidi Richárd
- Tóth Henrik
- Károlyi Ákos

## Klubok
- Bagod ISK
- Balmazújvárosi TE
- Bodajk TSE
- BEAC
- Budapesti Tollaslabda Barátok Köre
- Csepeli Tollas Club
- Diaboló SE
- Dunakanyar Tollaslabda SE
- Formás SE
- Gróf Hadik András HSE
- Honvéd Budai SE
- Honvéd Zrínyi SE
- Kavicsos DSE
- Klébi DSE
- KÖKI TK
- MAFC
- Magyar Gyula KSZKI
- OSC Tollaslabda Szakosztálya
- REAC-Sportiskola SE
- ROSCO SE
- Sportkórház SC
- Dánszentmiklósi SK (DSK)
- Debreceni Tollaslabda Club
- Danubius KSE
- Érdi VSE
- Fáy SE
- Gyöngyösi Tollaslabda Club
- Gyöngyösoroszi SK
- Pedagógus Fáklya SE
- Karai TS
- Kecskeméti TBK
- Keszthelyi Tollaslabda Egyesület
- Óvártoll SE
- Nyíregyházi VSC
- Ófehértói DSE
- Kilián DSE
- Multi Alarm SE
- IV. Béla király DSE
- Seregélyesi Pelikán DSE
- Soproni Tollaslabda Egyesület
- Ságvári DSE
- Universitas SC
- Alba-Toll SE
- Fehérvári Badminton SE
- Szolnoki Honvéd SE
- Veszprémi Tollaslabda Sportegyesület
- Zagyvarékasi SE